# Fernanda Seno
Fernanda Seno Cardeira Alves Valente (Canha, Montijo,  23 février 1942 - Lisbonne, 19 mai 1996) est une poétesse, écrivain, journaliste et professeur portugaise.

## Biographie
Fernanda Seno quitte son foyer à l'âge de 10 ans pour continuer son éducation hors du village où elle est née. Elle est hébergée par des proches et des amis de ses parents au Portugal, en Allemagne et en Angleterre. Fernanda Seno fait ses études secondaires à Évora avant de rentrer à la faculté de lettres de l'université de Lisbonne où elle étudie la philologie germanique. Elle enseigne ensuite dans des écoles d'Almada, Reguengos de Monsaraz et Évora. 
Elle commence à écrire de la poésie dès un jeune âge, et elle publiera trois livres de poèmes au cours de sa vie. 
En tant que journaliste, elle écrit des articles pour des journaux régionaux et locaux, notamment Mouranense, Palavra et A Defesa. Elle est promue chef de rédaction du Jornal de S. Brás et rédactrice en chef de Igreja Eborense. Elle collabore également au magazine Ao Largo à Lisbonne.